# Kelasuri (Sujumi)
Kelasuri (en georgiano: კელასური) o Abguidzara (en abjasio: Абгыӡара) es una aldea que pertenece a la parcialmente reconocida República de Abjasia, parte del distrito de Sujumi, aunque de iure pertenece al municipio de Sojumi de la República Autónoma de Abjasia de Georgia.

## Toponimia
Hasta 1948, el pueblo era conocido como Yekaterinovskoe (en georgiano: ეკატერინოვკა; en abjasio: Екатериновское). 

## Geografía
Kelasuri se encuentra en la orilla derecha del río Kelasuri, a 11 km de Sujumi. Las aldea se administra desde el pueblo de Dziguta.  

## Historia
Hasta la guerra de Abjasia, Kelasuri fue el centro administrativo local en el que se incluían las aldeas de Akapa, Birya, Gvarda, Lekujona y Linda.

## Demografía
La evolución demográfica de Kelasuri entre 1959 y 1989 fue la siguiente:
| 680                                                 | 724 |
| (Fuente: Population of Abkhazia since Soviet times) |     |

Antes de la guerra de Abjasia, la mayoría de la población local eran georgianos.